# Улица Юлиана Семёнова
Улица Юлиа́на Семёнова — улица на западе Москвы в районе Солнцево от улицы Авиаторов. Расположена за пределами МКАД.

## Происхождение названия
Улица (ранее Проектируемый проезд № 740) получила название 2 августа 2016 года в связи с тем, что юность и раннее творчество русского советского писателя и сценариста Юлиана Семёнова (1931—1993) связаны с Солнцево.

## Описание
Улица начинается от улицы Авиаторов как продолжение улицы Щорса, проходит на юго-запад. Далее дорога через железнодорожный переезд зигзагом соединяется с Новопеределкинской улицей. К северу от улицы примыкает Производственная улица. Недалеко от остановки «Школа» автобуса 862 расположено электродепо «Солнцево».

## Транспорт
Улица расположена приблизительно в 1 км от станции метро «Солнцево». К югу от улицы находится платформа Новопеределкино Киевского направления МЖД.
По улице проходят автобусы:
| 734: | Саларьево • Новопеределкино • Солнцево • Солнечная |
| 862: | Мещерская • Говорово • Солнцево • Солнечная        |

«→» — остановки проходятся только при движении в прямом направлении; «←» — остановки проходятся только при движении в обратном направлении.